# Moissieu-sur-Dolon
Moissieu-sur-Dolon é uma comuna francesa na região administrativa de Auvérnia-Ródano-Alpes, no departamento de Isère. Estende-se por uma área de 14,38 km². Em 2010 a comuna tinha 738 habitantes (densidade: 51,3 hab./km²).